# Белогорлая неотропическая сова
Белогорлая неотропическая сова (лат. Pulsatrix koeniswaldiana) — вид птиц семейства совиных. Подвидов не выделяют. Распространён в Южной Америке.

## Описание
Белогорлая неотропическая сова достигает длины 44 см. Самцы весят от 405 до 562 г, а самки — от 331 до 670 г. Брови желтовато-коричневые, радужина глаз каштановая. На подбородке имеется большое белое пятно. На груди имеется широкая коричневая полоса, прерывающаяся у отдельных особей по середине. Остальная нижняя сторона тела желтовато-коричневая. Ноги имеют оперение, пальцы ног голые.
Белогорлую неотропическую сову можно спутать с другими видами рода: очковой и рыжеполосой неотропическими совами, которые, тем не менее, немного крупнее и достигают длины до 52 см. У очковой неотропической совы выделяются белые брови, Pulsatrix pulsatrix отличается от белогорлой неотропической совы, прежде всего, значительно более короткими бровями и радужиной глаз от светло-коричневого до тёмно-желтого цвета. У рыжеполосой неотропической совы в отличие от белогорлой неотропической совы брюхо белёсое. Все 4 вида отличаются также своим голосовым репертуаром.

## Распространение
Область распространения вида охватывает территорию с востока Бразилии до северо-востока Аргентины. Вероятно, оседлая птица, населяющая тропические и субтропические леса со старыми деревьями на высоте до 1500 метров над уровнем моря. Предпочитает заросли хвойных вечнозелёных растений, таких как араукария бразильская (Araucaria angustifolia).

## Образ жизни
Белогорлая неотропическая сова активна ночью, днём птицы обычно сидят по отдельности на деревьях. Рацион питания состоит из мелких млекопитающих и птиц, а также больших насекомых. Для гнездования птицы используют дупла деревьев. В кладке обычно 2 белых яиц, высиживает которые только самка. Самец в это время снабжает самку кормом. Молодые птицы становятся самостоятельными в возрасте примерно от 5 до 6 недель. Несколько месяцев родительские птицы снабжают их кормом.